# Epacanthaclisis moiwana
Epacanthaclisis moiwana is een insect uit de familie van de mierenleeuwen (Myrmeleontidae), die tot de orde netvleugeligen (Neuroptera) behoort. 
Epacanthaclisis moiwana is voor het eerst wetenschappelijk beschreven door Okamoto in 1905.